# Rock 'n' Roll (존 레논의 음반)
《Rock 'n' Roll》는 1975년 발표된 존 레논의 여섯번째 정규 음반이다. 영국과 미국, 모두에서 차트 6위를 기록했다. 1950년대와 1960년대의 록 스탠다드 넘버들을 커버, 수록하고 있으며 벤 E. 킹의 〈Stand by Me〉 커버가 특히 유명하다. 2004년 리믹스 & 디지털 리마스터링 판으로 재출시, 보너스 트랙 4곡이 추가 수록됐다.

## 배경
1973년 12월 척 베리의 곡 출판권자 모리스 레비는 비틀즈의 〈Come Together〉 중 한 라인이 척 베리의 〈You Can't Catch Me〉를 표절한 것이라고 주장, 존을 고소했다. 그리고 계약의 일환으로 모리스는 자신이 저작권을 가진 곡들 중 3개의 곡을 커버할 것을 존에게 요구했다. 존은 곧 필 스펙터를 프로듀서로 고용, 1950년대와 1960년대의 록 스탠다드 넘버들을 커버한 음반을 만들 계획을 세우고 로스 앤젤레스에서 레코딩을 시작하지만, 당시 필이 사생활 문제로 술독에 빠져 지내게 되면서 생각대로 녹음이 진행되지 않았고, 결국에는 필이 마스터 테이프를 사라져 버려 레코딩은 중단되었다. 그래서 존은 자신이 직접 프로듀스한 정규 앨범 《Walls And Bridge》를 먼저 제작, 발표하고 그 안에 모리스가 저작권을 가진 리 도르시의 곡 〈Ya Ya〉를 불과 1분 6초짜리로 줄이며 커버, 수록했다. 그러자 모리스는 《Rock 'n' Roll》에서 자신의 곡들을 제대로 커버할 것을 요구하며 다시 고소했다. 그 후 《Rock 'n' Roll》의 마스터 테이프가 되돌아 오게 되는데, 쓸모 있는 것은 4곡 밖에 없었고, 존 자신이 나머지 곡들을 프로듀스 해 뉴욕에서 녹음을 시작했다. 그리고 완성된 음반은 1973년 10월의 첫 녹음 시작일로부터 1년 4개월을 거쳐 발표되었다. 하지만 발표된 《Rock'n Roll》에는 모리스가 저작권을 가진 곡이 2곡만이 있어 모리스의 또 다른 소송을 이끌었고, 결국 존에게 6,795 달러를 받았다. 존은 모리스가 오래된 그의 곡들로 채워진 부트렉 음반 《Roots》을 발표 한 후 몇 년 뒤 반대로 모리스를 법원으로 데려갔다. 그리고 존은 이 소송에서 승리하며 84,912.96 달러를 받았다. 존은 《Rock 'n' Roll》을 발표한 후 《Double Fantasy》를 발표할 때까지 무려 5년여의 은둔 생활을 갖게 된다. 은둔 생활을 하는 동안 존은 아들의 션의 육아에 전념했다.

## 표지
음반 커버 앞면은 1961년 비틀즈가 독일 함부르크에서 활동할 때 독일인 사진작가 위르겐 볼마가 촬영한 것으로, 존의 앞을 가로 지르는 흐릿한 세명의 인물들은 폴 매카트니, 조지 해리슨, 스튜어트 섯클리프이다. 1974년 9월, 메이 팡은 존의 요청에 따라 처음으로 비틀페스트 컨벤션에 참석했는데, 이 때 위르겐을 만났다. 위르겐은 몇 가지 눈에 띄는 사진들을 팔고 있었는데, 메이는 즉시 존에게 전화를 걸어 자신이 발견한 사진을 알렸다. 뉴욕에서 위르겐과 다시 만난 존은 그가 사진 중 하나를 골라 앨범 표지로 선택했는데, 이 사진이 바로 《Rock 'n' Roll》의 음반 커버로 사용된 사진이다.

## 곡 목록
모든 수록곡들은 존 레논에 의해 프로듀싱 되고 편곡 되었다. (단 Side one의 4, 7 트랙과 Side Two의 4, 6 트랙은 필 스펙터에 의해 프로듀싱 되고 존 레논 & 필 스펙터에 의해 편곡되었다.)
Side One
1. "Be-Bop-A-Lula" (텍스 데이비스, 진 빈센트) – 2:39
2. "Stand by Me" (제리 리이버, 마이크 스톨러, 벤 E. 킹) – 3:26
3. "Medley: Rip It Up/Ready Teddy" (로버트 블랙웰, 존 마라스칼코) – 1:33
4. "You Can't Catch Me" (척 베리) – 4:51
5. "Ain't That a Shame" (패츠 도미노, 데이브 바솔로뮤) – 2:38
6. "Do You Wanna Dance?" (바비 프리맨) – 3:15
7. "Sweet Little Sixteen" (척 베리) – 3:01

Side Two
1. "Slippin' and Slidin'" (에디 보케이지, 알 콜린스, 리틀 리처드, 제임스 에이치 스미스) – 2:16
2. "Peggy Sue" (제리 앨리슨, 노먼 페티, 버디 홀리 작사/작곡) – 2:06
3. "Medley: Bring It On Home to Me/Send Me Some Lovin' (샘 쿡, 존 마라스칼코, 레오 프라이스) – 3:41
4. "Bony Moronie" (래리 윌리엄스) – 3:47
5. "Ya Ya" (리 도르시, 클래런스 루이스, 모건 로빈슨, 모리스 레비) – 2:17
6. "Just Because" (로이드 프라이스) – 4:25

## 참여 인원
- 존 레논: 프로듀서, 편곡, 여러 기타, 보컬
- 필 스펙터: 프로듀서, 편곡
- 제시 이디 데이비스: 기타
- 짐 캘버트: 기타
- 에디 모타우: 어코스틱 기타
- 호세 펠리시아노: 어코스틱 기타
- 마이클 헤이즐우드: 어코스틱 기타
- 스티브 크로퍼: 기타
- 클라우스 부어만: 베이스, 대답 보컬 on "Bring It On Home to Me"
- 리언 러셀: 키보드
- 켄 에이셔: 키보드
- 짐 켈트너: 드럼

- 핼 블레인: 드럼
- 게리 말러버: 드럼
- 아서 젠킨스: 퍼쿠션
- 니노 템퍼: 색스폰
- 제프 배리: 호른
- 배리 만: 호른
- 바비 키즈: 호른
- 피터 제임슨: 호른
- 조셉 템퍼리: 호른
- 데니스 머로우스: 호른
- 프랭크 비카리: 호른

## 참고 문헌
각주
인용
1. ↑  The Beatles 'Come Together' Was Stolen from a Chuck Berry Song? 보관됨 2017-03-31 - 웨이백 머신 101.5 WPDH (2015년 3월 25일).
2. ↑  John Lennon - Roots (Vinyl) 보관됨 2017-03-31 - 웨이백 머신 BootlegZone